# Station Łapy
Station Łapy is een spoorwegstation in de Poolse plaats Łapy.